# Bügelsäge

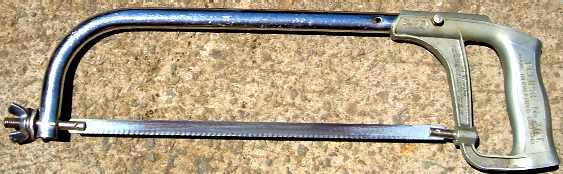
Eine Handbügelsäge

Eine Bügelsäge (auch: Bogensäge) ist durch das in einen U-förmigen, nach unten offenen Bügel eingespannte Sägeblatt und die hin- und hergehende Spanungsbewegung gekennzeichnet.

## Funktion

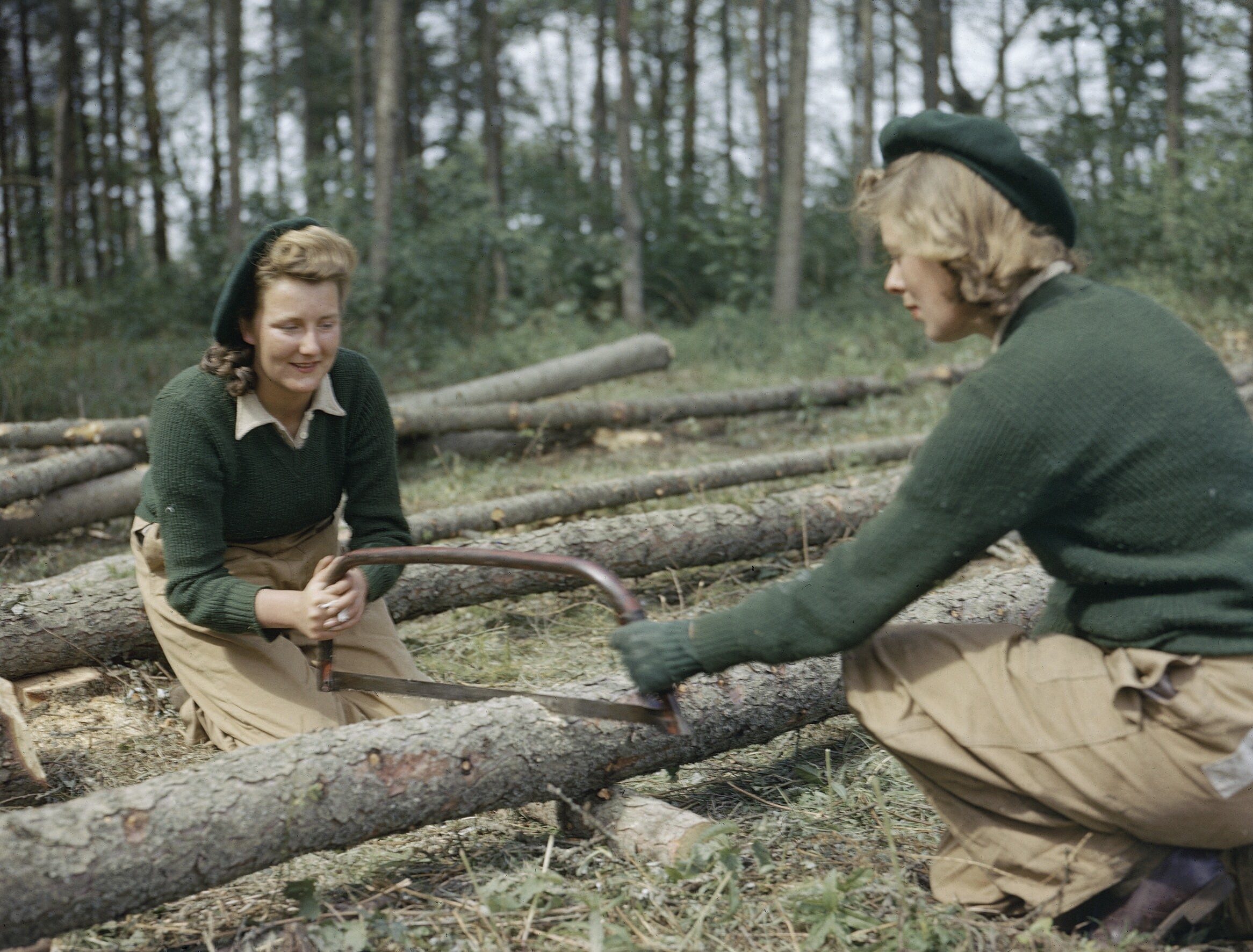
Eine Bügelsäge während des Zweiten Weltkriegs

Der Bügel spannt das Sägeblatt, hält es straff und verhindert dessen Knicken oder Ausbeulen. Um die nötige Spannung zu bewirken, ist der Bügel in aller Regel aus Metall; bei Verwendung von Holz wird die Spannung über ein Zugseil gegenüber dem Sägeblatt erreicht (es handelt sich dann nicht um Bügelsägen, sondern um Gestellsägen).
Bügelsägen besitzen häufig einen Schnellspannhebel und eine Vorrichtung zum Nachstellen der Blattspannung.
Bügelsägen gibt es sowohl als Hand- als auch als Maschinensägen.
Da die Kraft zur Bewegung der Säge schräg von einer Seite aufgebracht wird, ist die Zerspanungswirkung bei der Rückführung des Sägeblatts geringer als bei der Hinführung. Die Rückführung wird daher häufig sogar als Leerhub (Tothub) ausgeführt; die Zahnung des Blatts wird dabei auf eine Richtung hin optimiert und das Blatt bei der Rückführung geschont.

## Vor- und Nachteile
Von Vorteil ist bei der Bügelsäge, dass das Sägeblatt aufgrund der wirkenden Zugspannung sehr dünn sein kann, wodurch der zu zerspanende Werkstoff (Schnittbreite) und damit auch die Zerspanungsarbeit reduziert wird. Eine gleich schmale Blattsäge würde dabei ausknicken, es sei denn, sie wird, wie bei der Zweimann-Baumsäge oder der Japansäge, nur gezogen.
Da der Bügel aus Stabilitätsgründen dicker ist als das Sägeblatt, begrenzt die Höhe des Bügels die Dicke des Werkstücks. 
Die geringere Effizienz bei der Rückführung des Blatts erhöht gegenüber kontinuierlich arbeitenden Sägen (Bandsäge, Kreissäge …) den Zeitbedarf. 
Schwer zerspanbare Werkstoffe sind mittels bogenförmig ausgeführten Hüben (Räumschnitt) bearbeitbar, da sich hier immer nur wenige Zähne im Eingriff befinden. Die Säge wird dabei nicht gerade hin- und herbewegt, sondern bogenförmig. 

## Varianten

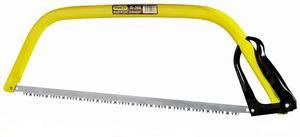
Bügelsäge

### Holzbearbeitung
Typische Bügelsägen sind für die Holzbearbeitung die Laubsäge und die Astsäge.

### Metallbearbeitung
Typisch für die Metallbearbeitung ist die Handbügelsäge und die Maschinen-Bügelsäge. Für kleinere Arbeiten dient die kleine Metallbügelsäge, bei der Bügel und Griff aus dem gleichen Metalldraht gefertigt sind. Der Goldschmied verwendet für präzise Arbeiten eine Bügelsäge, die der Laubsäge ähnlich sieht.

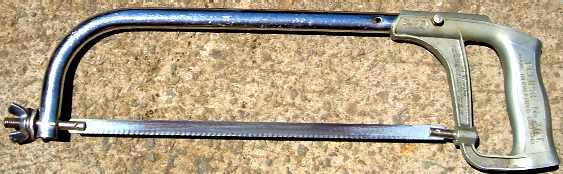
Handbügelsäge
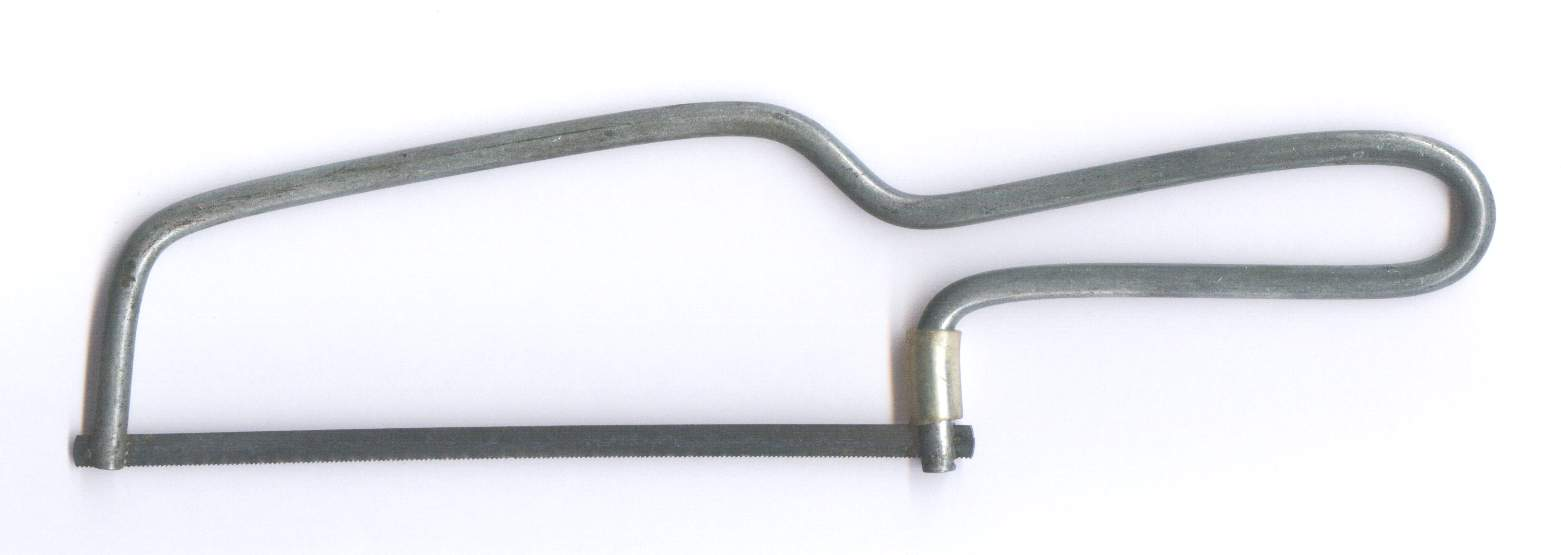
Kleine Handbügelsäge
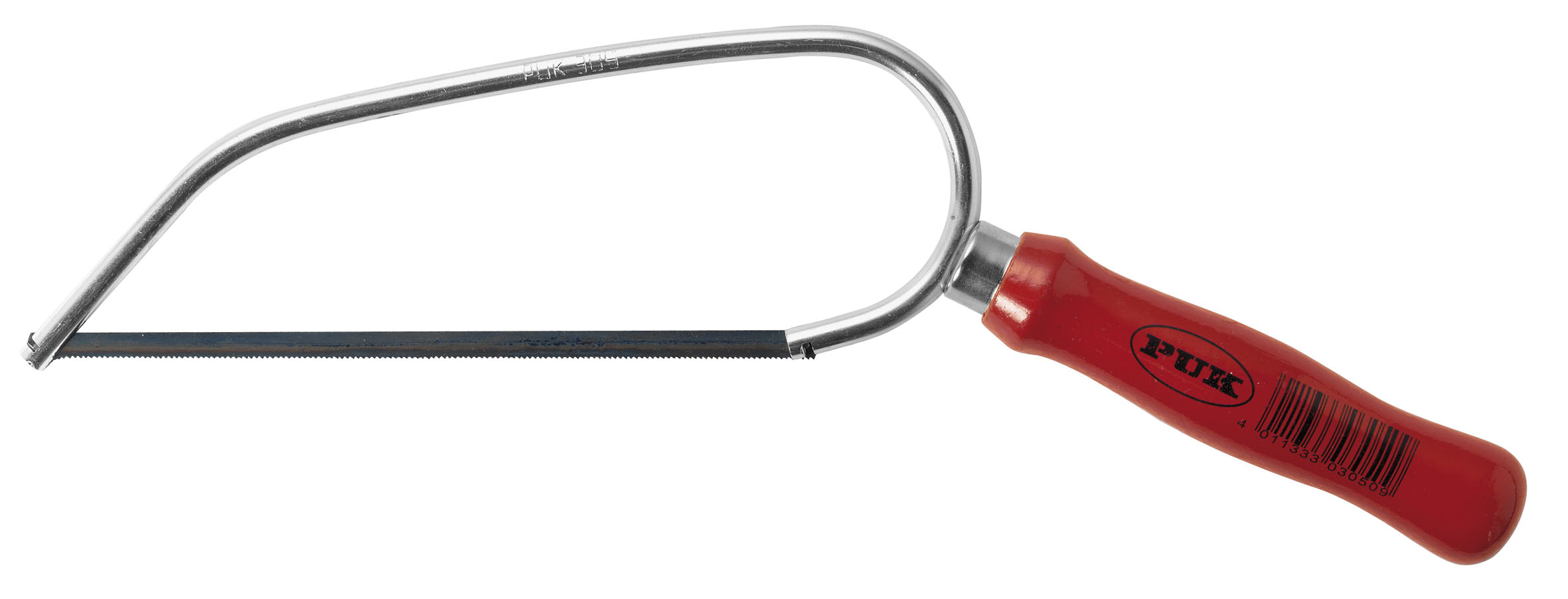
Puk-Säge
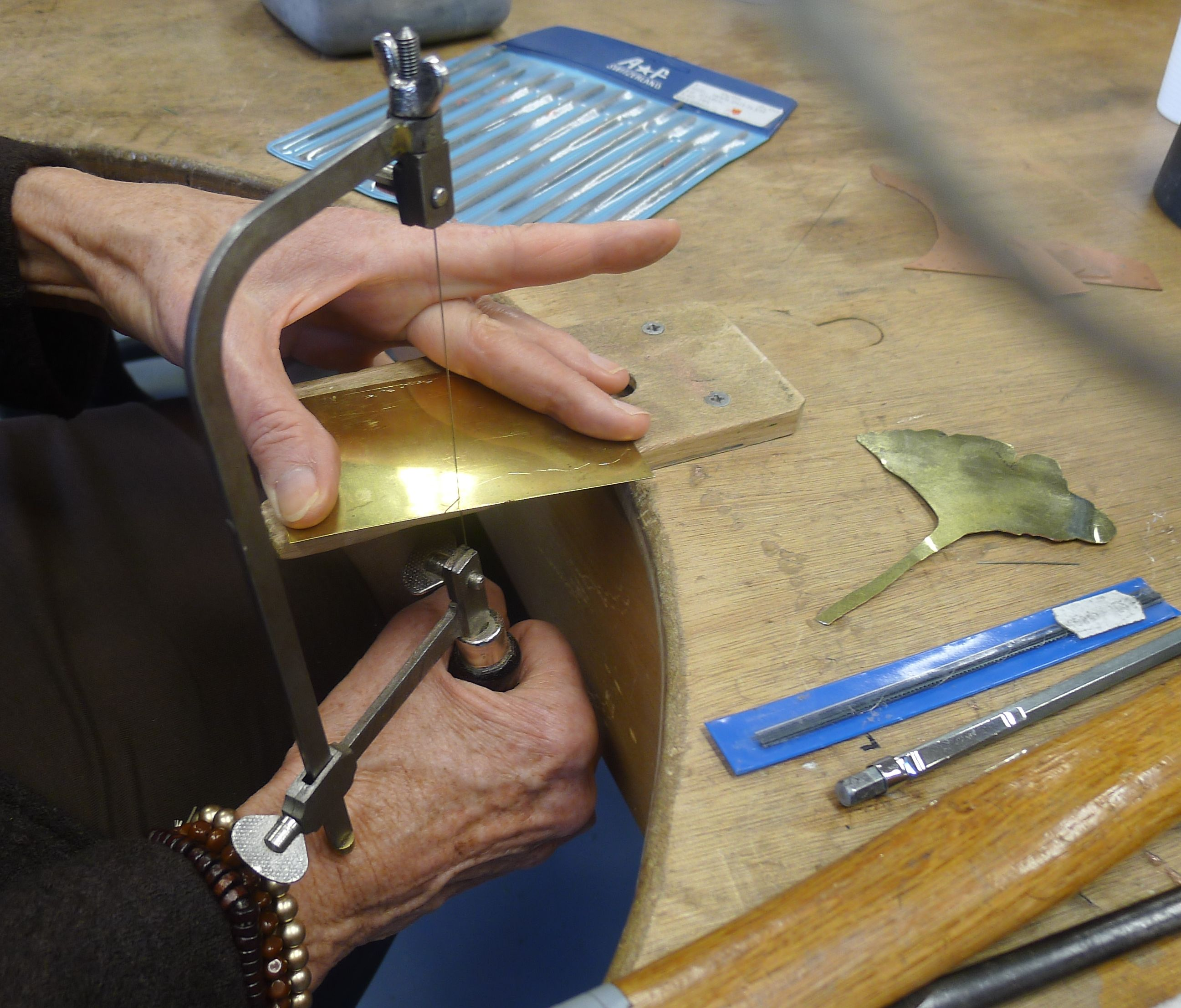
Goldschmied-Säge

## Maschinenbetriebene Bügelsäge

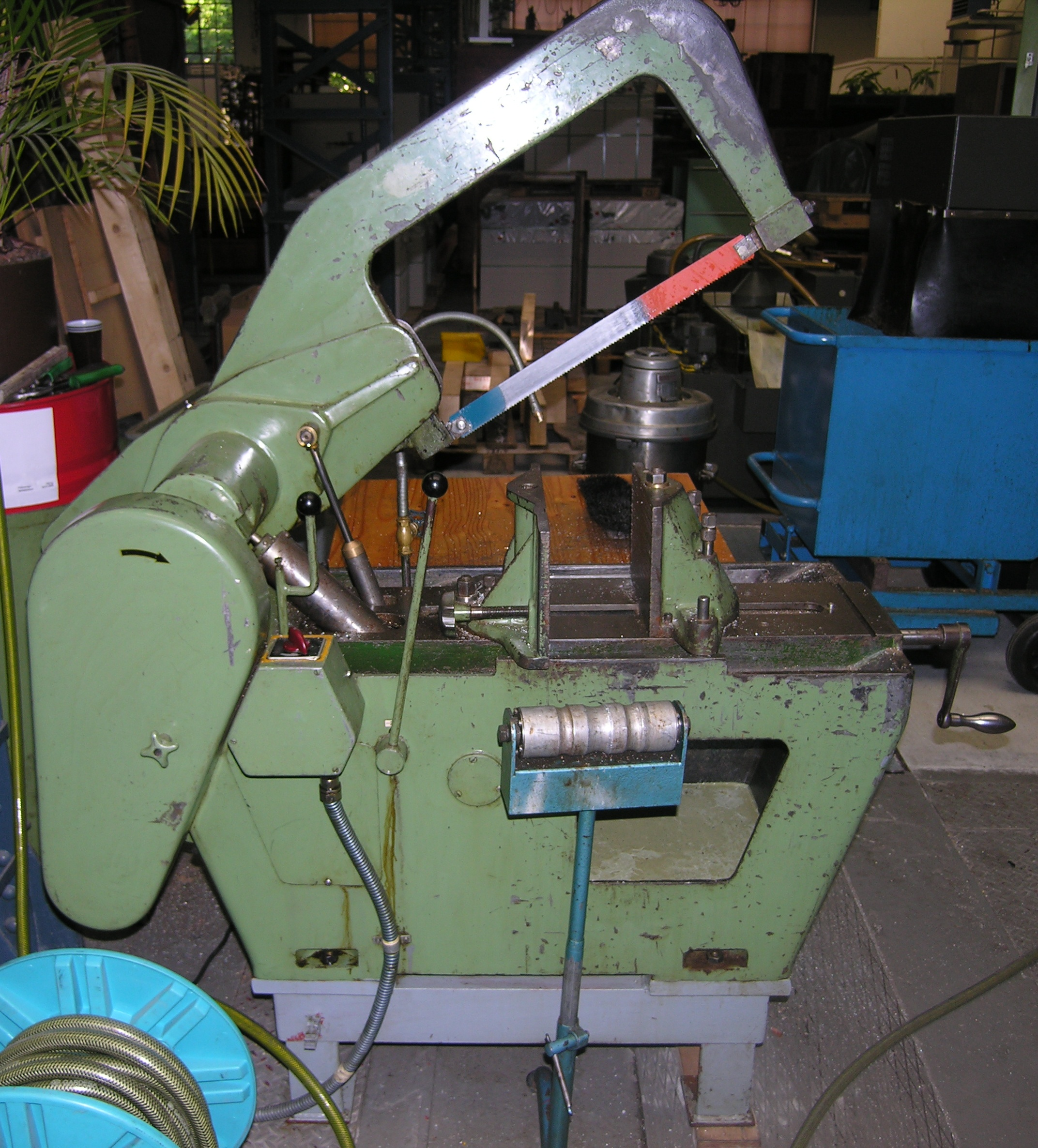
Elektrisch betriebene Bügelsäge

Eine maschinenbetriebene Hub- oder Bügelsäge wird von einem Motor und einem Getriebe, welches die Drehbewegung in einen Vorwärts- beziehungsweise Rückwärtsschub umwandelt, betrieben. Mit einer solchen Säge können fast alle Werkstoffe gesägt werden, meist Stangenmaterial, Profile oder Rohre. Beim Sägen von Metall wird über einen Schlauch meist Kühlflüssigkeit zugeführt, die das Sägeblatt und das Werkstück kühlt.